# Ernst Andersson
Ernst Andersson (1909. március 26. – 1989. október 9.), svéd válogatott labdarúgó.
A svéd válogatott tagjaként részt vett az 1934-es világbajnokságon.